# Bulă papală

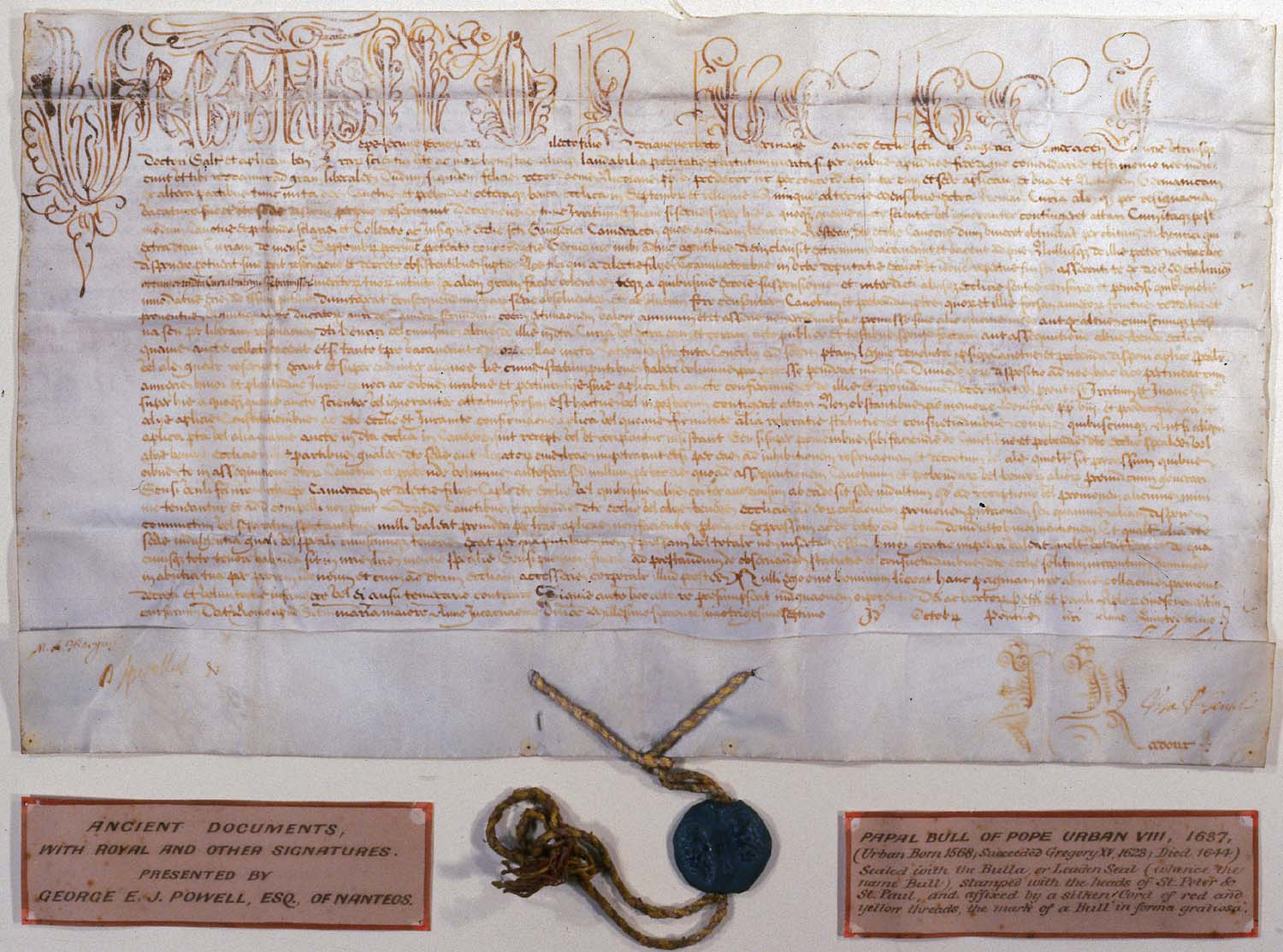
Bula papală a Papei Urban al VIII-lea (1637, cu sigiliu de plumb)

Bula papală este numele dat documentelor care proclamă acte juridice importante emise de Papă ce au fost întocmite în cancelaria papală și sigilate pentru autentificare. Caracteristică este înlocuirea părții numite Salutatio din documentele oficiale, cu formula ad perpetuam rei memoriam („pentru memoria perpetuă”).

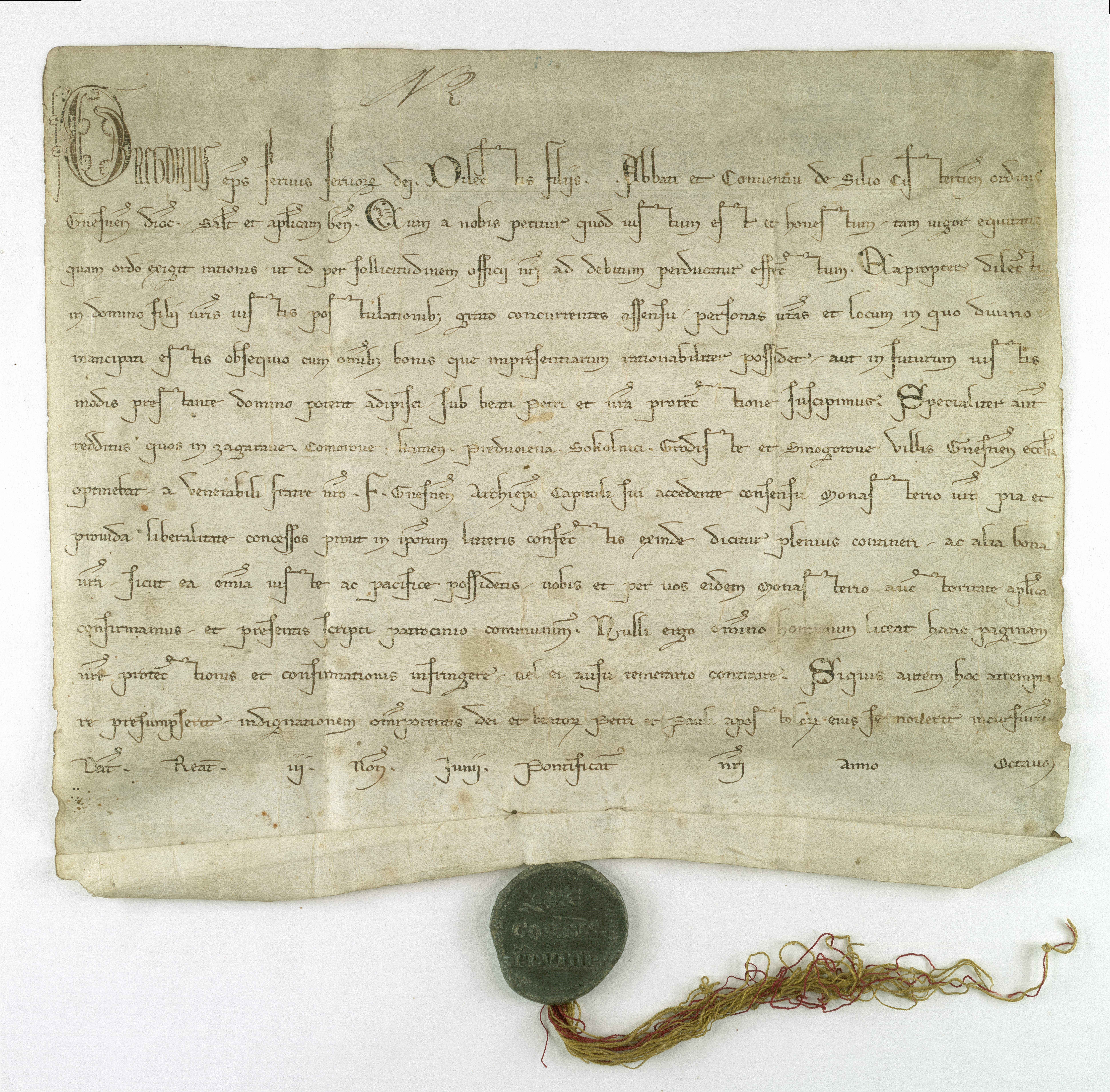
Bulă al papei Grigore al IX-lea din secolul al XIII-lea.

Denumirea oficială latină a acestui tip de document este litterae apostolicae, în română „scrisoare apostolică” sau litterae apostolicae sub plumbo, în română „scrisori apostolice cu sigiliu de plumb” sau pur și simplu „scrisoare sigililată apostolică”, pentru a se deosebi de alte documente sau înscrisuri normale. Cuvântul „bulă” provine din latinescul bulla. Documentele papale din Evul Mediu și din perioada modernă timpurie erau sigilate în mod normal cu plumb. În secolul al XV-lea în special, expresia „bule” sau bullae a fost adesea folosită în limbajul neoficial pentru documentele papale, care în diplomația modernă nu sunt numărate printre bule.

## Istoria
Bulele papale au fost folosite cel puțin începând din secolul al VI-lea, dar sintagma a fost folosită doar începând de la sfârșitul secolului al XIII-lea și atunci în scopuri administrative interne neoficiale. Bula a devenit oficială în secolul al XV-lea, când unul dintre birourile Cancelariei Apostolice a fost numit „Registrul bulelor” („registrum bullarum”).

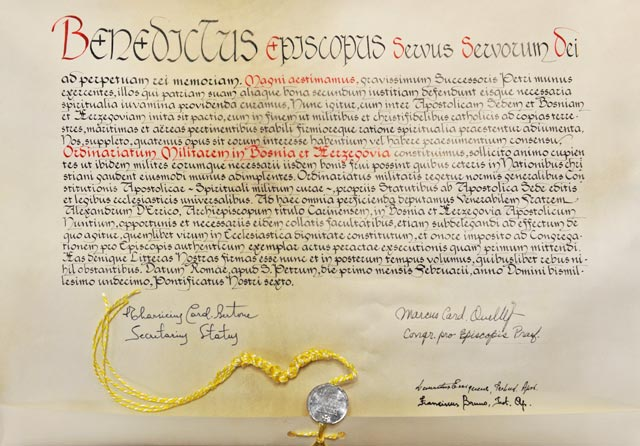
Constituția apostolică Magni aestimamus emisă ca bulă papală de Papa Benedict al XVI-lea în 2011, prin care s-a instituit Ordinariatul Militar din Bosnia și Herțegovina

După alegerea Papei Leon al IX-lea în 1048, a apărut o distincție clară între două clase de bule: cu solemnitate mai mare și cu solemnitate mai mică. Majoritatea „marilor bule” (de mare solemnitate) care mai există în prezent reprezintă confirmări ale proprietăților sau ale statutului privilegiat acordat mănăstirilor și instituțiilor religioase. Într-o epocă în care au fost emise multe astfel de documente, cei care obțineau bule de la Roma doreau să se asigure că autenticitatea bulei lor este mai presus de orice suspiciune. O confirmare papală, emisă în anumite condiții, putea fi invocată ca fiind o dovadă suficientă a titlului în cazurile în care documentul original fusese pierdut sau distrus.
Începând din secolul al XII-lea, bulele papale au purtat un sigiliu de plumb pe care erau reprezentate capetele apostolilor Sfântul Petru și Sfântul Pavel pe o parte și numele papei pe cealaltă. Bulele papale au fost inițial emise de papă în scopul comunicărilor de natură publică, dar până în secolul al XIII-lea, bulele papale erau folosite doar pentru cele mai formale sau solemne ocazii. Papirusul pare să fi fost folosit aproape uniform ca material pentru scrierea acestor documente până în primii ani ai secolului al XI-lea, după care el a fost înlocuit cu un tip de pergament.
Istoricii au folosit retroactiv cuvântul „bulă” pentru a descrie orice document papal elaborat, emis ca act juridic sau privilegiu canonic, solemn sau simplu, ca și pentru cele mai puțin elaborate emise sub forma unei scrisori. În limbaj popular termenul „bulă” este folosit pentru orice document papal care poartă sigiliu metalic.
Bulă emisă de papa Grigore al IX-lea (secolul al XIII-lea)
Astăzi, bula este singura comunicare scrisă în care papa se autonumește „Episcopus Servus Servorum Dei” (în română „Episcop, Slujitor al Slujitorilor lui Dumnezeu”).

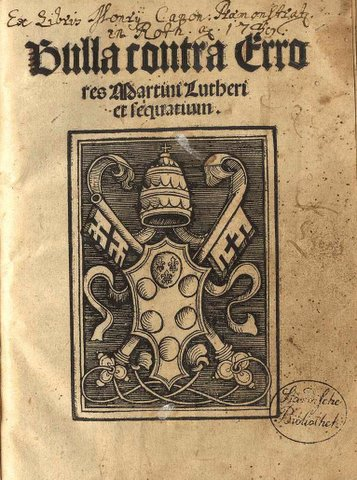
Text tipărit al Bulei Papei Leon al X-lea împotriva erorilor lui Martin Luther (Exsurge Domine emisă în iunie 1520)

În timp ce bulele papale purtau întotdeauna un sigiliu metalic, astăzi poartă un astfel de sigiliu doar cele emise în cele mai solemne ocazii. Bula papală este astăzi cel mai formal tip de document emis de Cancelaria Vaticanului în numele Papei.

## Formatul
O bulă începea cu un rând scris cu litere înalte și alungite care conținea trei elemente: numele papei, titlul papal „Episcopus Servus Servorum Dei” și un Incipit, adică primele câteva cuvinte în latină care dădeau titlul bulei și aveau ca scop păstrarea unei evidențe a bulelor emise, dar care nu trebuia neapărat să fie un indicativ al scopului emiterii bulei.
Textul bulei nu respecta o convenție specifică privind forma. De multe ori documentul era foarte simplu ca aspect. Partea de încheiere consta dintr-un „datum” care menționa locul de emitere, ziua, luna și anul pontificatului papei și semnăturile lângă care era atașat sigiliul.
Pentru cele mai solemne bule, papa semna el însuși documentul, caz în care folosea formula „Ego N. Catholicae Ecclesiae Episcopus” (în română „Eu, N., Episcopul Bisericii Catolice”). În acest caz după semnătură se afla o monogramă elaborată, semnăturile eventualilor martori și apoi sigiliul. În zilele noastre, un membru al Curiei Romane semnează documentul în numele papei, de obicei cardinalul secretar de stat, iar monograma este omisă.

## Sigiliul

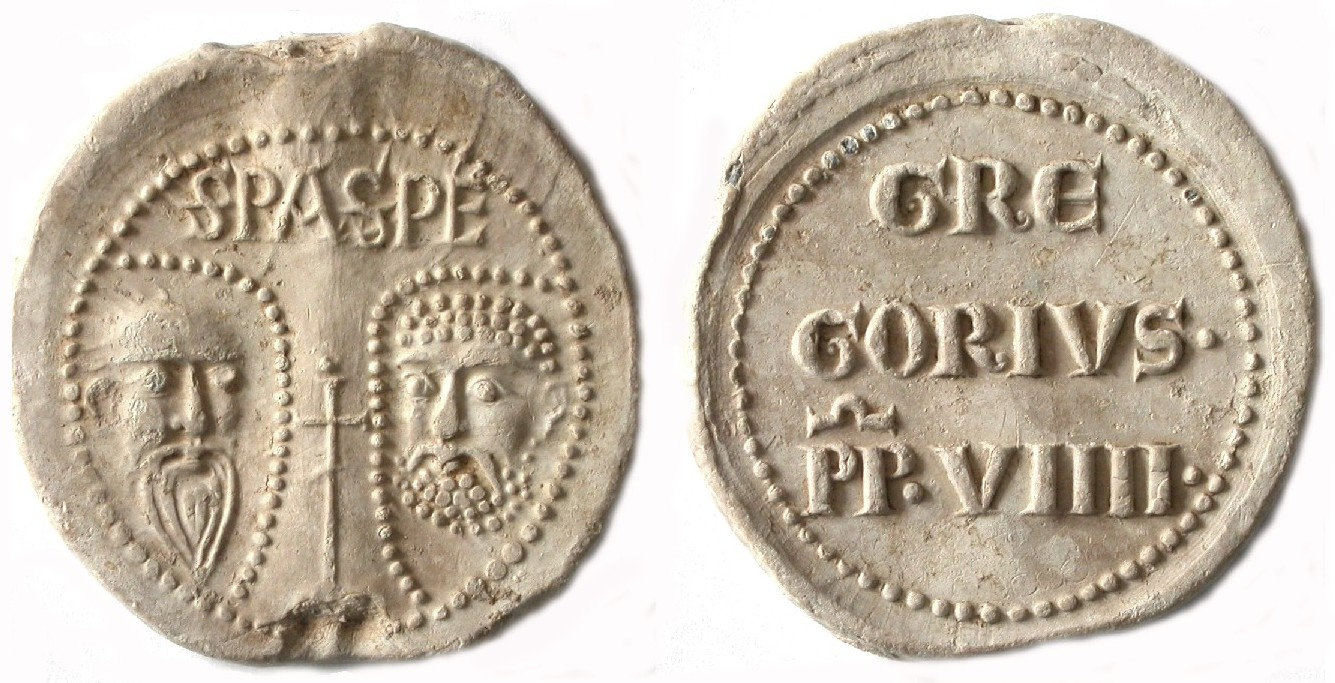
Aversul și reversul bulei de plumb a papei Grigore al IX-lea (între 1227 și 1241)

Cea mai distinctivă caracteristică a unei Bule era sigiliul metalic (bulla), care era de obicei făcut din plumb, dar care în ocazii foarte solemne era făcut din aur, ca cele de pe documentele imperiale bizantine (vezi Bula de aur). Pe avers erau reprezentați, inițial oarecum grosolan, primii părinți ai Bisericii Romei, apostolii Sfântul Petru și Sfântul Pavel, identificați prin literele Sanctus PAulus și Sanctus PEtrus (deci, SPA • SPE sau SPASPE). Sfântul Pavel, aflat în stânga, era reprezentat cu păr curgător și cu barbă lungă ascuțită compusă din linii curbe, în timp ce Sfântul Petru, aflat în dreapta, era reprezentat cu păr creț și o barbă mai scurtă în formă de cupolă făcută din globetti (mărgele în relief). Capetele sfinților erau înconjurate de un cerc făcut tot din globetti, iar marginea sigiliului era înconjurată de un inel suplimentar de astfel de mărgele, în timp ce capetele în sine erau separate printr-o reprezentare a crucii. Pe reversul sigiliului se afla numele papei în forma nominală latină, cu literele PP, pentru Pastor Pastorum (în română: Păstorul păstorilor). Acest disc era apoi atașat la document fie prin șnururi din cânepă, în cazul scrisorilor juridice și scrisorilor executorii, fie din mătase roșie și galbenă. Termenul bulla derivă din latinescul bullire (în română: a fierbe) și face aluzie la faptul că, fie este vorba de ceară, plumb sau aur, materialul din care era făcut sigiliul trebuia să fie topit pentru a fi ușor deformat și a reține forma dată prin impresiune.
În 1535, gravorului florentin Benvenuto Cellini i s-au plătit 50 de scuzi pentru a recrea matricea metalică care urma să fie folosită pentru impresionarea bulelor de plumb ale Papei Paul al III-lea. Cellini a păstrat elemente iconografice precum fețele celor doi apostoli, dar le-a sculptat cu o atenție mult mai mare la detalii și cu mai multă sensibilitate artistică. Pe reversul sigiliului a adăugat câteva flori de lis, o reprezentare heraldică aparținând familiei Farnese din care făcea parte papa Paul al III-lea.
Începând cu sfârșitul secolului al XVIII-lea, bulla de plumb a fost înlocuită cu o ștampilă cu cerneală roșie, reprezentând Sfinții Petru și Pavel, numele papei, care înconjoară imaginea. Bulele foarte formale, cum este Bula Papei Ioan al XXIII-lea pentru convoacarea Conciliului Vatican II, au primit încă sigiliul de plumb.
Multe bule papale originale care există încă, au fost emise după secolul al XI-lea când s-a făcut trecerea de la papirusul fragil la pergamentul mai durabil. Niciun astfel de document emis înainte de anul 819 nu a supraviețuit în întregime. Totuși unele sigilii originale din plumb din secolul al VI-lea au supraviețuit.

## Conținutul
În ceea ce privește conținutul, bula are formatul unui decret papal. Bulele puteau avea orice subiect și multe dintre ele erau și sunt, (incluzând decretele statutare) numiri episcopale, dispense, excomunicări, constituții apostolice, canonizări și convocări.
Bula avea formatul exclusiv al scrisorii emise la Vatican până în secolul al XIV-lea, când a apărut breful papal. Acesta este documentul mai puțin formal de comunicare papală care era autentificat cu sigiliu din ceară, care este astăzi doar o impresie a Inelului Pescarului făcută cu cerneală roșie. Nu a existat niciodată o distincție exactă între utilizarea unei bule și a unui bref, dar în zilele noastre majoritatea acestora, inclusiv enciclicele, sunt emise ca bref.

## Bule papale controversate

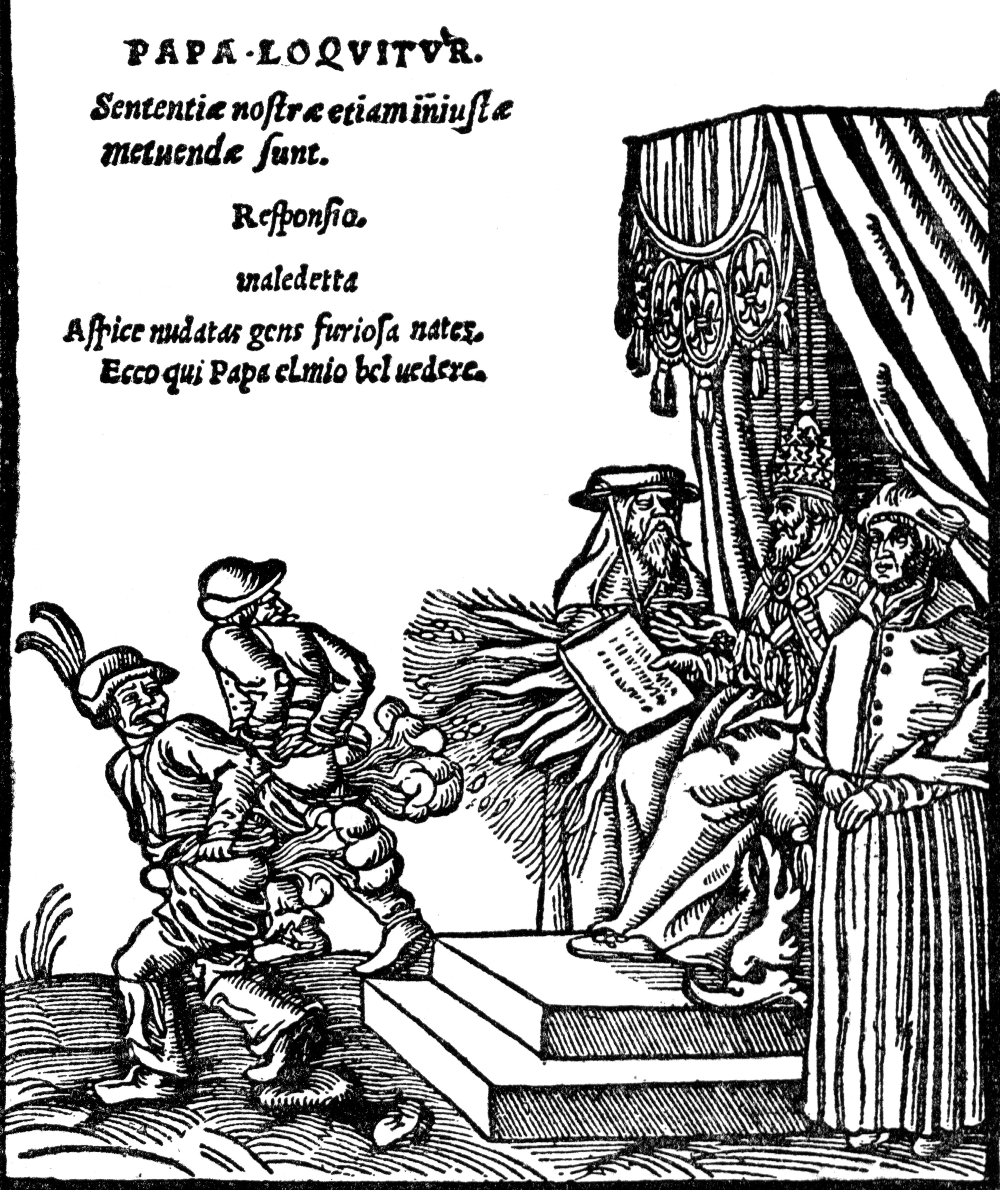
Dintr-o serie de xilografii (1545) denumite Papstspottbilder, de Lucas Cranach, comandat de Martin Luther.„Sărutul picioarelor Papei” (Țăranii răspund la o bulă papală a lui Paul al III-lea astfel, spune legenda: „Nu ne speriați cu interdicția voastră și nu fiți atât de furios. Altfel vă vom arăta spatele nostru.”)

Pe 18 iunie 1452, papa Nicolae al V-lea a legitimat comerțul cu sclavi prin Bula Dum diversas, împuternicindu-l pe regele portughez „să cucerească pământurile necredincioșilor, să-i alunge pe locuitorii lor, să-i subjugeze și să-i forțeze la robie eternă”.
Pe 5 decembrie 1484, papa Inocențiu al VIII-lea a emis decretul Summis desiderantes affectibus, cunoscut și sub numele de Bula vrăjitoarelor, prin care Papa a cerut autorităților să sprijine doi inchizitori în vânătoarea de vrăjitoare. Acestă Bulă a deschis drumul către una dintre cele mai întunecate epoci din istoria Europei: vânătoarea de vrăjitoare.
Pe 14 iulie 1555, papa Paul al IV-lea a emis bula papală Cum nimis absurdum, prin care li se cerea evreilor din statele papale, pe care îi descria drept ucigași ai lui Hristos, printre altele, să-și vândă proprietățile și să se mute în ghetouri construite pentru ei, să poarte îmbrăcăminte care îi identifică ca evrei, să nu se joace, mănânce sau înfrățească cu creștinii și să facă comerț doar cu haine vechi.